# Bat SARS-like coronavirus RsSHC014
Bat SARS-like coronavirus RsSHC014 (англ.) — изолят SARS-подобного коронавируса, который заражает подковоносых летучих мышей (Rhinolophidae). Обнаружен в Китае, описан в 2013 году.

## Обнаружение вируса
В апреле 2011 — сентябре 2012 годов в колонии летучих мышей Rhinolophus sinicus в округе Куньмин (провинция Юньнань на юго-западе Китая) было собрано 117 анальных мазков и образцов фекалий летучих мышей. 27 из 117 образцов (23 %) содержали семь различных изолятов SARS-подобных коронавирусов, среди которых было два ранее неизвестных, получивших название RsSHC014 и Rs3367.

## Описание
Вирус RsSHC014 содержит 29 787 пар нуклеотидов (за исключением поли(А)-хвоста). Общая идентичность нуклеотидной последовательности генома RsSHC014 с человеческим коронавирусом SARS-CoV (штамм Tor2) составляет 95 %, что выше, чем наблюдаемое ранее для всех других SL-CoV летучих мышей как в Китае (88—92 %), так и в Европе (76 %). Филогенетический анализ показал, что RsSHC014 является потомком рекомбинации линий, которые в конечном итоге приводят к появлению человеческих коронавирусов SARS-CoV и SL-CoV Rs672.
Тем не менее, несмотря на близкое сходство, коронавирус летучих мышей RsSHC014 не способен заражать человека. Предположительно, им от летучих мышей заразились циветы, в которых вирус несколько лет мутировал (в частности его белок ORF8) прежде чем превратиться в SARS-CoV.

## Химерный коронавирус из RsSHC014 и SARS-CoV
В 2015 году исследователи из Университета Северной Каролины (США) и Уханьского института вирусологии (Китай) сообщили, что они методом обратной генетики создали химерный коронавирус, состоящий из вируса SARS-CoV, но с пепломерами (шипиками на оболочке) от вируса RsSHC014. В работе была продемонстрирована надёжная репликация данного химерного вируса как in vitro, так и in vivo. В исследованиях in vitro использовался химерный вирус, созданный из дикого штамма SARS-CoV (Urbani), а для исследований in vivo химерный вирус сдержал штамм вируса адаптированного для мышей SARS-CoV MA15 (этот химерный вирус получил название SHC014-MA15).
Эксперименты по псевдотипированию проводились в Ведущей лаборатории специальных патогенов и биобезопасности Уханьского института вирусологии, все остальные эксперименты — в лаборатории департамента эпидемиологии Университета Северной Каролины. Все исследования проводились в лабораториях 3-го уровня биобезопасности (BSL-3)
In vitro вирус мог инфицировать эпителий дыхательных путей человека (клеточная линия HAE), человеческие клетки рака лёгкого (клеточная линия Calu-3 2B4) и рака шейки матки (клеточная линия HeLa), а также эпителий почки гривета (клеточная линия Vero E6)
In vivo вирус оказался способен вызывать пневмонию у мышей. Инфекция SHC014-MA15 приводила к значительной потере веса (10 %), но без летальности у мышей. У мышей, инфицированных SHC014-MA15, наблюдалось снижение окрашивания антигена дыхательных путей, а в паренхиме или в общем гистологическом балансе дефицита окрашивания антигена не наблюдалось, что свидетельствует о дифференциальной инфекции лёгочной ткани при инфекции данным химерным коронавирусом. У более восприимчивых старых (12-месячных) мышей инфекция SHC014-MA15 вызывала устойчивую потерю веса, но имела минимальную летальность. Тенденции в гистологии и картинах окрашивания антигенов, которые наблюдались у молодых мышей, были сохранены и у более старых животных.
Исследователи также установили, что доступные иммунотерапевтические и профилактические методы лечения атипичной пневмонии (использование моноклональных антител или имеющихся вакцин) не смогли нейтрализовать химерный коронавирус или защитить от инфицирования им. Тем не менее, в 2018 году была обнаружена вакцина (dNSP16/ExoN), которая могла нейтрализовать химерный коронавирус SHC014-MA15.

### Критика
В ноябре 2015 года в журнале Nature была опубликована статья, в которой высказывалась обеспокоенность данным экспериментом, который дал мало пользы для понимания вирусов, но представляет большой риск, если химерный коронавирус, способный заражать человека, вырвется за пределы лаборатории. В статье отмечалось, что если вирус летучих мышей RsSHC014 представляет лишь потенциальную опасность, то новый искусственно созданный химерный коронавирус является уже реальной угрозой для людей. Однако, в 2016 году профессор департамента микробиологии и иммунологии Колумбийского университета Винсент Раканиелло, в обзоре новейших исследований потенциально пандемических вирусов, в том числе и SHC014-MA15, заявил: «Критики экспериментов с искусственным усилением функции вирусов часто приводят апокалиптические сценарии, включающие высвобождение изменённых вирусов и последующее катастрофическое воздействие на человека. Однако такие заявления представляют собой частные мнения, которые предназначены лишь для того, чтобы напугать общественность и подтолкнуть нас к ненужному регулированию. Вирусологи годами манипулировали вирусами […] и ни один изменённый вирус не вызвал эпидемию среди людей».
В 2018 году вышла статья, в которой критиковалась практика оценки in vivo патогенности для человека коронавирусов (и в частности, химерного коронавируса SHC014-MA15) на чистых линях лабораторных мышей. В частности, для исследования in vivo опасного для человека вируса SARS-CoV, потребовалось выведение нового штамма MA15 SARS-CoV летального для генетической линии мышей MA15. Однако исследование патогенности других SARS-подобных коронавирусов на мышах линии MA15 может привести к недооценке опасности этих вирусов, так как эти вирусы могут оказаться безопасными лишь для этой генетической линии. Кроме того, исследования патогенности на чистых линиях мышей приводит к трудности воспроизвести и изучить сопутствующие заболевания (диабет, хронические заболевания лёгких, болезни сердца и почек), которые связаны со смертельным респираторным заболеванием, наблюдаемым у людей.

### Конспирологическая теория о связи химерного вируса с пандемией COVID-19
В конце 2019 года в Ухане произошла внезапная вспышка нового коронавируса SARS-CoV-2, приведшая к 2020 году к пандемии COVID-19, что породило конспирологические теории о том, что этот вирус является искусственным и связан с SHC014-MA15.
Однако в марте 2020 года, в научном журнале «Emerging Microbes & Infections» была опубликована статья исследователей из Университета Огайо, Университета Пенсильвании и Университета Северной Каролины, в которой опровергается конспирологическая теория о тождественности химерного коронавируса SHC014-MA15 и коронавируса SARS-CoV-2, тем, что, согласно статьям китайских исследователей, коронавирус SHC014-MA15 отличается более чем на 6000 нуклеотидов (около 20 %) от коронавируса SARS-CoV-2. Впрочем, в указанных статьях, генетический код коронавируса SARS-CoV-2 сравнивался с генетическим кодом коронавируса летучих мышей RsSHC014, а не с химерным коронавирусом SHC014-MA15, полный генетический код которого нигде не опубликован. Тем не менее, в марте 2020 года в журнале Nature Medicine был опубликована статья с анализом генетического кода коронавируса SARS-CoV-2, который показывает, что данный вирус «не является лабораторной конструкцией или целенаправленно управляемым вирусом». Также показано, что наиболее филогенетически близкими к SARS-CoV-2 является не Bat SL-CoV RsSHC014, а Bat SL-CoV ZC45 и Bat SL-CoV ZXC21.